# ماورو نونيز باستوس
ماورو نونيز باستوس (9 يناير 1968 في البرازيل - ) هو لاعب كرة قدم برازيلي في مركز الهجوم. لعب مع أتلتيكو غويانيينسي ونادي جوفنتودي ونادي فيتوريا وإسبورتي بيلوتاس ‏ وClube Esportivo Bento Gonçalves ‏ ونادي أكويلا.